# Paulo Ganime
Paulo Gustavo Ganime Alves Teixeira (Rio de Janeiro, 19 de abril de 1983) é um político e engenheiro brasileiro filiado ao Partido Novo (NOVO).  Foi deputado federal pelo estado do Rio de Janeiro, entre 2019 e 2023.
Foi líder da bancada do partido NOVO na Câmara dos Deputados do Brasil durante o ano de 2020 e no segundo semestre de 2021,foi candidato pelo partido ao governo do Rio de Janeiro nas eleições de 2022. Não sendo eleito, terminando em 4º lugar com 5,31% dos votos.

## Biografia
Paulo nasceu na cidade do Rio de Janeiro, em 1983, numa família de raízes luso-libanesas. É deficiente físico, tendo escoliose e má formação congênita dos membros.
Foi enxadrista na infância e na adolescência. Começou a praticar o esporte aos cinco anos de idade, no Tijuca Tênis Clube. Chegou a ser campeão estadual sub-16.
Ingressou no curso de Economia na Universidade do Estado do Rio de Janeiro, porém não o concluiu. Formou-se no curso de Engenharia de produção no CEFET-RJ em 2005. Posteriormente, fez um MBA na Pontifícia Universidade Católica do Rio de Janeiro em 2009. Trabalhou na iniciativa privada, em países como a França e os Estados Unidos. Foi alto funcionário da Michelin, empresa francesa de pneus.
Paulo também foi dirigente esportivo. Até 2019, ocupou a vice-presidência de gestão estratégica do Vasco da Gama.

## Vida política
É vinculado ao movimento RenovaBR. Em 2018, candidatou-se ao cargo de Deputado Federal pelo Rio de Janeiro, sendo eleito com 52.983 votos. Em 2021, seu nome passou a ser citado como um dos possíveis candidatos ao cargo de governador pelo Rio de Janeiro nas eleições de 2022, tendo sua pré-candidatura oficializada em março de 2022. Foi confirmado como candidato ao governo na convenção realizada em 20 de julho de 2022, quando também anunciou o biólogo, doutor em ciências ambientais, e administrador, Helio Secco como candidato a vice, depois do mesmo ter sido um dos coordenadores de seu plano de governo.
Após ter ficado em quarto lugar na eleição ao governo do Rio de Janeiro, Ganime cumpriu o mandato de deputado federal até fevereiro de 2023. Em março do mesmo ano, passou a ser o proprietário do portal Boletim da Liberdade, após adquiri-lo dos empresários Gabriel Menegale e Pedro Rafael. Em 2024, passou a ser CEO do Grupo Lance!.

## Desempenho em Eleições
| Ano  | Eleição                    | Cargo            | Votos   | %     | Coligação     | Vice/Suplente      | Resultado  | Ref.   |
| ---- | -------------------------- | ---------------- | ------- | ----- | ------------- | ------------------ | ---------- | ------ |
| 2018 | Estadual do Rio de Janeiro | Deputado Federal | 52.938  | 0.69% | sem coligação | Não Tem            | Eleito     | [ 13 ] |
| 2022 | Estadual do Rio de Janeiro | Governador       | 446.580 | 5.31% | sem coligação | Helio Secco (NOVO) | Não Eleito | [ 19 ] |